# Joe Hickerson
Joe Hickerson (Lake Forest, 1935. október 20. –) amerikai folkénekes, előénekes.

## Pályafutása
Az Oberlin College-ban végzett, 35 éven át könyvtárosként dolgozott (1963-1998) A Kongresszusi Könyvtár American Folklife Centerében a Népdalok Archívumának igazgatója volt.
Joe Hickerson összegyűjtötte az ukrán forrásokat, valamint saját szövegeit  – Pete Seegerrel együttműködve  megteremteni a „Where Have All the Flowers Gone?” című  gyüjteményt.
Részt vett a Kumbaya első LP-felvételén.
Dave Guard mellett ő nevéhez is fűződik a The Kingston Trio Bonny Hielan Laddie című száma egy változatának létrejötte.
Kutató és előadó is, különösen New York államban, Michiganben és Chicago környékén.
2013-tól az Oregon állambeli Portlandben él.

## Albumok
- 1958: We've Got Some Singing To Do
- 1970: Joe Hickerson With a Gathering of Friends
- 1976: Drive Dull Care Away, 1 & 2

## Filmek
- 1979: The Wobblies  (song)

### Bibliográfia
- Ray M. Lawless (1965) Folksingers and Folksongs in America, p. 112-3, ISBN 0-313-23104-4.
- Kristin Baggelaar and Donald Milton (1976) Folk Music: More Than A Song, p. 175-6, ISBN 0-690-01159-8.
- Dave Marsh and John Swenson (1979) The Rolling Stone Record Guide, 1st ed., p. 171, ISBN 0-394-73535-8. and John Swenson (1979)
- The Rolling Stone Record Guide, 1st ed., p. 171, ISBN 0-394-73535-8.

## Fordítás
Ez a szócikk részben vagy egészben  a   Joe Hickerson című angol Wikipédia-szócikk ezen változatának fordításán alapul.  Az eredeti cikk szerkesztőit annak laptörténete sorolja fel. Ez a jelzés csupán a megfogalmazás eredetét és a szerzői jogokat jelzi, nem szolgál a cikkben szereplő információk forrásmegjelöléseként.